# Stanislav Hojný
Stanislav Hojný (14. prosince 1920 Bratislava – 21. prosince 2000 Praha) byl český pedagog a hráč na bicí nástroje.

## Život
Narodil se v Bratislavě 14. prosince 1920.
V deseti letech se začal učit hrát na klavír a v šestnácti začal studovat harfu a bicí nástroje na Vojenské hudební škole v Jičíně. Během druhé světové války sloužil u vojenských hudeb. Ihned po skončení války nastoupil do Symfonického orchestru hl. města Prahy FOK jako hráč na bicí nástroje a vedle toho studoval varhany na Pražské konzervatoři.
Působil jako hráč na bicí nástroje v České filharmonii, kam nastoupil v roce 1952[zdroj?]. Později začal paralelně vyučovat melodické bicí nástroje na Pražské konzervatoři (od roku 1956[zdroj?]), kde spolu s dalším pedagogem konzervatoře Vladimírem Vlasákem usilovali o zrovnoprávnění bicích s ostatními obory. V roce 1974 pak ještě s dalšími založili Pražský soubor bicích nástrojů. Podílel se na vydání LP desky Pražský soubor bicích nástrojů, kterou vydal Panton.
Mezi jeho žáky na Pražské konzervatoři patřila řada významných českých hráčů na bicí nástroje, například hráč na marimbu, skladatel a hudební pedagog Miroslav Kokoška, nebo současný perkusionista České filharmonie Pavel Polívka.
Měl syna Josefa a další dvě děti. Zemřel v Praze, 21. prosince ve věku 80 let.

## Dílo
V době, kdy vyučoval na Pražské konzervatoři, nebyla pro výuku dosažitelná potřebná literatura, proto začal pro své žáky komponovat etudy nejprve pro xylofon a později pro vibrafon a další bicí nástroje. Etudy pro vibrafon jsou vlastně pokračováním Etud pro xylofon a vznikaly podle potřeb jednotlivých žáků, podobně jako tomu bylo u Etud pro xylofon. Hojného etudy jsou používány ve výuce v základních uměleckých školách a konzervatořích, bývají součástí talentových zkoušek na konzervatořích, ale i přijímacího řízení na HAMU. Vibrafonová etuda č. 6 se dokonce stala zkušebním materiálem při konkurzech do České filharmonie a do Symfonického orchestru hl. města Prahy FOK.[zdroj?]
Vynikající výsledky absolventů i žáků Pražské konzervatoře u konkurzů do předních orchestrů potvrzují význam studia těchto etud.[zdroj?]